# George Albert Smith
George Albert Smith (4 de abril de 1870-4 de abril de 1951), líder religioso y octavo presidente de La Iglesia de Jesucristo de los Santos de los Últimos Días desde 1945 cuando murió su predecesor Heber J. Grant hasta su muerte en 1951. Como Presidente de la Iglesia de Jesucristo de los Santos de Los Últimos Días es considerado por sus miembros como profeta, vidente y revelador de Dios con derecho a la revelación en favor de todo el género humano.

## Vida
Nació en Salt Lake City, Utah. Smith fue uno de los diecinueve hijos del apóstol John Henry Smith  su abuelo George A. Smith fue también un apóstol de la Iglesia de Jesucristo de los Santos de los Últimos Días.

## Matrimonio
En 1892 Smith se casó con Lucy Emily Woodruff hija de Wilford Woodruff (hijo), en el Templo de Manti. La pareja más tarde tuvo tres hijos. Wilford Woodruff (hijo) era el hijo de Wilford Woodruff que fue el cuarto presidente de la Iglesia Mormona.
| Predecesor: Heber J. Grant | Presidente de La Iglesia de Jesucristo de los Santos de los Últimos Días 21 de mayo de 1945 - 4 de abril de 1951 | Sucesor: David O. McKay |

- Wikimedia Commons alberga una categoría multimedia sobre George Albert Smith.

- Datos: Q1392629
- Multimedia: George Albert Smith / Q1392629